# La tana del lupo (romanzo)
La tana del lupo è un romanzo poliziesco dello scrittore statunitense James Patterson e fa parte di una serie di romanzi sul detective Alex Cross. 

## Trama
Alex Cross è appena passato dalla polizia all'FBI. Il lavoro è molto pressante, i colleghi poco amichevoli, gli manca la sua vecchia vita, più azione e meno burocrazia. Inoltre la famiglia cambia, coi figli che crescono, e la relazione con la collega Jamilla diviene sempre più impegnativa. E in questo clima si fa viva una nuova minaccia, un boss russo, chiamato "il lupo". Per presentarsi alla criminalità manda un chiaro messaggio: rimane solo qualche momento con un boss siciliano e lo uccide fratturandogli tutte le ossa. Una firma e l'inizio di una serie di sparizioni di donne belle e ricche che fa capo solo a lui. Questa volta il detective Cross deve cercare di limitare i danni, e non mancheranno i tentennamenti e i colpi di scena.